# Zosterop oriental
El zosterop oriental (Zosterops palpebrosus) és un ocell de la família dels zosteròpids (Zosteropidae).

## Hàbitat i distribució
Habita boscos, matolls, manglars i encara ciutats de les terres baixes i petites altures des de l'est d'Afganistan, nord i est del Pakistan, l'Índia, Sri Lanka i illes Laquedives, cap a l'est fins al sud-est del Tibet i sud-oest de la Xina, i, cap al sud, a través del Sud-est Asiàtic (excepte el sud-oest i est de Tailàndia i est de Malaca) i illes Andaman i Nicobar fins Sumatra, Arxipèlag de Riau i Bangka, Java, nord-oest de Borneo, sud de les illes Natuna i Illes Petites de la Sonda de Bali, Sumbawa i Flores.